# تشوي سونج هيون
تشوي سونج هيون (بالكورية: 최송현)‏ هي ممثلة كورية جنوبية. ولدت يوم 11 أبريل 1982 في سول في كوريا الجنوبية.

## روابط خارجية
- تشوي سونج هيون على موقع IMDb (الإنجليزية)
- تشوي سونج هيون على موقع قاعدة بيانات الفيلم (الإنجليزية)
- تشوي سونج هيون على موقع كينوبويسك (الروسية)